# Danh sách giải thưởng và đề cử của Hồng Ánh
Hồng Ánh tên đầy đủ là Phạm Thị Hồng Ánh là một nữ diễn viên nổi tiếng của Việt Nam, từng giành được nhiều giải thưởng tại các kỳ Liên hoan phim cấp quốc gia cũng như quốc tế về diễn xuất.
Trong suốt sự nghiệp của mình, Hồng Ánh đã giành nhiều giải thưởng cao quý như Nữ diễn viên chính xuất sắc nhất dòng phim Á - Phi của LHP Quốc Tế Dubai, 4 giải Bông Sen Vàng, 1 giải Cánh Diều Vàng, 2 giải Mai Vàng cùng nhiều giải thưởng lớn nhỏ trong và ngoài nước khác.

## Giải thưởng

### Efebo d'Oro
| Lần | Năm  | Hạng Mục                                | Tác Phẩm Đề Cử     | Kết Quả   | Chú Thích |
| --- | ---- | --------------------------------------- | ------------------ | --------- | --------- |
| 40  | 2018 | Phim xuất sắc dựa trên tác phẩm văn học | Đảo của dân ngụ cư | Đoạt giải | [ 1 ]     |

### Giải Cánh Diều Vàng - Golden Kites Awards
| Năm  | Hạng Mục                         | Tác Phẩm Đề Cử      | Kết Quả   | Chú Thích |
| ---- | -------------------------------- | ------------------- | --------- | --------- |
| 2008 | Nữ diễn viên chính xuất sắc nhất | Trăng nơi đáy giếng | Đoạt giải | [ 2 ]     |

### Giải Mai Vàng
| Lần | Năm  | Hạng Mục                            | Tác Phẩm Đề Cử        | Kết Quả   | Chú Thích   |
| --- | ---- | ----------------------------------- | --------------------- | --------- | ----------- |
| 5   | 1999 | Nữ diễn viên điện ảnh - truyền hình | Cầu thang tối         | Đoạt giải |             |
| 7   | 2001 | Nữ diễn viên điện ảnh - truyền hình | Thung lũng hoang vắng | Đoạt giải | [ 3 ] [ 4 ] |
| 12  | 2006 | Nữ nghệ sĩ kịch nói                 | Cảm ơn mình đã yêu em | Đoạt giải |             |
| 13  | 2007 | Nữ nghệ sĩ kịch nói                 | Con ma nhà hát        | Đề cử     |             |
| 14  | 2008 | Nữ nghệ sĩ kịch nói                 | Sát thủ hai mảnh      | Đề cử     | [ 5 ]       |
| 21  | 2015 | Nữ diễn viên sân khấu               | Nửa đời hương phấn    | Đề cử     |             |
| 22  | 2016 | Nữ diễn viên sân khấu               | Giờ của quỷ           | Đề cử     | [ 6 ]       |

### Giải Ngôi Sao Xanh
| Lần | Năm  | Hạng Mục                    | Tác Phẩm Đề Cử | Kết Quả | Chú Thích |
| --- | ---- | --------------------------- | -------------- | ------- | --------- |
| 8   | 2021 | Nữ diễn viên xuất sắc       | Cây nước mắt   | Đề cử   |           |
| 8   | 2021 | Nữ diễn viên được yêu thích | Cây nước mắt   | Đề cử   |           |

### Liên Hoan Phim Châu Á-Thái Bình Dương - Asia-Pacific Film Festival
| Lần | Năm  | Hạng Mục                       | Tác Phẩm Đề Cử     | Kết Quả   | Chú Thích |
| --- | ---- | ------------------------------ | ------------------ | --------- | --------- |
| 45  | 2000 | Nữ diễn viên phụ xuất sắc nhất | Đời cát            | Đoạt giải | [ 7 ]     |
| 58  | 2017 | Câu chuyện sáng tạo nhất       | Đảo của dân ngụ cư | Đoạt giải |           |

### Liên Hoan Phim Quốc Tế Á-Âu - Eurasia International Film Festival
| Năm  | Hạng Mục                        | Tác Phẩm Đề Cử     | Kết Quả   | Chú Thích |
| ---- | ------------------------------- | ------------------ | --------- | --------- |
| 2017 | Giải đặc biệt của ban giám khảo | Đảo của dân ngụ cư | Đoạt giải | [ 8 ]     |

### Liên Hoan Phim Quốc Tế ASEAN - ASEAN International Film Festival
| Năm  | Hạng Mục               | Tác Phẩm Đề Cử     | Kết Quả   | Chú Thích |
| ---- | ---------------------- | ------------------ | --------- | --------- |
| 2017 | Phim hay nhất          | Đảo của dân ngụ cư | Đoạt giải |           |
| 2017 | Đạo diễn xuất sắc nhất | Đảo của dân ngụ cư | Đề cử     |           |

### Liên Hoan Phim Quốc Tế Cairo - Cairo International Film Festival
| Năm  | Hạng Mục      | Tác Phẩm Đề Cử     | Kết Quả | Chú Thích |
| ---- | ------------- | ------------------ | ------- | --------- |
| 2017 | Phim hay nhất | Đảo của dân ngụ cư | Đề cử   |           |

### Liên Hoan Phim Quốc Tế Dubai - Dubai International Film Festival
| Lần | Năm  | Hạng Mục                                     | Tác Phẩm Đề Cử      | Kết Quả   | Chú Thích |
| --- | ---- | -------------------------------------------- | ------------------- | --------- | --------- |
| 5   | 2008 | Nữ diễn viên xuất sắc nhất dòng phim Á - Phi | Trăng nơi đáy giếng | Đoạt giải | [ 9 ]     |

### Liên Hoan Phim Việt Nam
| Lần | Năm  | Hạng Mục                       | Tác Phẩm Đề Cử                 | Kết Quả   | Chú Thích     |
| --- | ---- | ------------------------------ | ------------------------------ | --------- | ------------- |
| 12  | 1999 | Diễn viên triển vọng           | Cầu thang tối                  | Đoạt giải |               |
| 13  | 2001 | Nữ diễn viên chính xuất sắc    | Thung lũng hoang vắng, Đời cát | Đoạt giải |               |
| 14  | 2004 | Nữ diễn viên chính xuất sắc    | Người đàn bà mộng du           | Đoạt giải | [ 10 ] [ 11 ] |
| 16  | 2009 | Nữ diễn viên phụ xuất sắc nhất | Trái tim bé bỏng               | Đoạt giải |               |

### Liên Hoan Phim Việt Nam tại Pháp
| Năm  | Hạng Mục              | Tác Phẩm Đề Cử      | Kết Quả   | Chú Thích |
| ---- | --------------------- | ------------------- | --------- | --------- |
| 2014 | Nữ diễn viên xuất sắc | Trăng nơi đáy giếng | Đoạt giải | [ 12 ]    |

### Giải thưởng khác
| Năm  | Giải Thưởng                      | Hạng Mục             | Tác Phẩm Đề Cử   | Kết Quả   | Chú Thích |
| ---- | -------------------------------- | -------------------- | ---------------- | --------- | --------- |
| 1995 | Diễn Viên Điện Ảnh Triển Vọng    | Người đẹp duyên dáng |                  | Đoạt giải |           |
| 1996 | Diễn Viên Truyền Hình Triển Vọng |                      | Người đẹp Tây Đô | Đoạt giải |           |

## Vinh danh

### Forbes Vietnam
| Năm  | Danh Sách               | Xếp Hạng | Chú Thích |
| ---- | ----------------------- | -------- | --------- |
| 2019 | The Women's Summit 2019 | Có mặt   | [ 13 ]    |